# 밀양 박씨 열려문
밀양박씨 열려문은 대한민국 충청북도 영동군 상촌면에 있다. 1996년 4월 15일 영동군의 향토유적 제42호로 지정되었다.

## 개요
남익한의 처 말양박씨의 열행을 기리기 위해 1817년 건립한 것이다.